# 高槻バスストップ
高槻バスストップ（たかつきバスストップ）は、大阪府高槻市名神町の名神高速上にあるバス停。各種時刻表上には「名神高槻」と表記されることが多い。京都発着の西日本各地行き、および大阪発着の東日本各地行き（最遠は山形・仙台）バスに乗車が可能である。

## 停車する路線
停車箇所等の路線詳細は、該当項目を参照

### 東北・関東方面
- ギャラクシー号（近鉄バス・福島交通）
- とちの木号（近鉄バス・関東自動車）
- 神戸・大阪 - 横浜・東京・TDR・千葉 (京成バス）
- 大阪 - 新宿・渋谷・池袋（阪急バス・京王バス）

### 中部方面
- クリスタルライナー （近鉄バス・山梨交通）
- アルペン長野号 （アルピコ交通）
- アルペン松本号 （アルピコ交通）
- アルペン伊那号 （阪急観光バス・伊那バス・信南交通）
- おけさ号（阪急バス・新潟交通）
- 静岡 - 大阪線（しずてつジャストライン）
- 富山 - 大阪線 （阪急バス・富山地方鉄道）
- 金沢 - 大阪線 （阪急バス・北鉄金沢バス）
- 福井 - 大阪線 （阪急観光バス・福井鉄道・京福バス）

### 京都・草津方面
- 立命館大学大阪いばらき線（京阪バス・京都京阪バス・近江鉄道）

### 神戸方面
- 京都有馬線 〔京都駅八条口 - 有馬温泉〕 （京阪バス・阪急バス）

### 中国方面
- 米子エクスプレス京都号 （京阪バス・日本交通）

### 淡路島・四国方面
- 高松エクスプレス京都号（西日本JRバス・京阪バス・JR四国バス・四国高速バス）
- 阿波エクスプレス京都号 （西日本JRバス・JR四国バス・本四海峡バス・京阪バス・徳島バス）
- 京都エクスプレス（京阪バス・伊予鉄バス）

### かつて停車していた高速バス路線
- みやこライナー
- 昼特急まいこ号
- 広島昼特急京都号
- 鳥取エクスプレス京都号
- 津山エクスプレス京都号
- ウエストライナー
- シーガル号
- サンライズ号
- 金太郎号
- フジヤマライナー
- 千曲川ライナー
- しまんとブルーライナー
- おひさま号
- アルペン諏訪号
- ウィングライナー
- 出雲阿國号・出雲エクスプレス京都号
- よかっぺ関西号
- 名神ハイウェイバス （西日本JRバス・名阪近鉄バス・JR東海バス）
- 京都 - 高知線 （京阪バス・とさでん交通）
- オランダ号
- フォレスト号
- 北陸道昼特急大阪号・北陸ドリーム大阪号
- 東海道昼特急号・中央道昼特急号・プレミアム昼特急号
- 横浜グラン昼特急大阪号
- 京都万博公園ネスタリゾート神戸線 〔京都駅八条口 - 万博記念公園駅 - ネスタリゾート神戸〕 （京阪バス）※2021年7月22日運行開始、2024年1月1日廃止。

## 周辺
- 高槻市営バス緑が丘営業所
- 高槻市北消防署
- 大阪府立芥川高等学校
- 高槻大蔵司郵便局
- ブックス冶左衛門緑が丘店（閉店）

## バス停へのアクセス
- JR高槻駅より高槻市営バス、「緑が丘」バス停下車徒歩3分

## 位置情報
- 北緯34度51分41秒 東経135度36分12秒 / 北緯34.86139度 東経135.60333度
- 高槻(京都及大阪) - 地理院地図
- 名神高槻（大阪）（バス） - Google マップ

## その他

### 渋滞多発区間
このバスストップ付近は下り坂から上り坂となるサグとなっており、交通量の多い区間でもあるため渋滞が発生しやすい。2010年に第二京阪道路が全線開通し渋滞は減少したが、それでも5月の大型連休・旧盆の時期には、宝塚東トンネルを先頭とした渋滞が当バス停まで延びることがあり、通過に3時間以上要することがあるため、当バス停に仮設トイレが設置される場合がある。また、旧盆・年末年始・5月の大型連休の時期は名神高速道路自体が渋滞し、大幅な遅れ運行になるのでこのバスストップを通過する路線・事業者もある。（名神茨木、名神大山崎も同様）